# Cheshunt
Cheshunt è una città di 51 998 abitanti della contea dell'Hertfordshire, in Inghilterra. La città si trova a 13 miglia (21 km) da Charing Cross, che lo rende uno dei luoghi più vicini del Hertfordshire al centro di Londra.

## Storia
Il nome della città deriva dall'inglese antico Cestrehunt, che probabilmente si riferisce ad un "castello, eretto dai Romani", la parola cestre, o anche alle sue forme moderne, chester e caster derivato dal latino castrum che significa "fortezza" .
Cheshunt era un insediamento sulla Ermine Street, la principale strada romana che conduce a nord di Londra. Prima della conquista normanna, il maniero di Cheshunt era detenuto da Ealdgyth Swan-neck, ma Guglielmo lo concesse a Alano IV di Bretagna. La chiesa parrocchiale di St Mary the Virgin è stata costruita nel 1146, ma è stata interamente ricostruita tra il 1418 e il 1448 con una torre a tre stadi sormontato da una torretta ottagonale.
Elisabetta I visse a Cheshunt, dopo aver lasciato la famiglia della regina Caterina Parr nel 1548. Richard Cromwell, Lord Protettore del Commonwealth, vi morì nel 1712.
Alle 8:00 del mattino del 12 agosto 1944 un Consolidated B-24 Liberator appartenente alla States Army Air Forces United 392 gruppo di bombardamento della RAF Wendling si schiantò vicino a Maxwell Farm, uccidendo tutti e dieci membri dell'equipaggio.

## Amministrazione

### Gemellaggi
- Stains, Francia